# Tuonela Planitia
Tuonela Planitia est un probable bassin d'impact situé sur le satellite Triton de la planète Neptune par 34° N et 14,5° E.

## Géographie et géologie
Situé à l'ouest de Ruach Planitia, autre bassin d'impact, Tuonela Planitia se trouve dans l'hémisphère oriental de Triton, à l'est de la frontière délimitant Bubembe Regio à l'ouest, formée de terrains dits « en peau de cantaloup » zébrés de quelques longues fractures entrecroisées, et Monad Regio à l'est, caractérisée par ses plaines de « cryolave ». De forme oblongue, il pourrait résulter d'un impact multiple ou, plus probablement, d'un impact oblique.
Le plancher de Tuonela Planitia est remarquablement lisse, avec des dénivelés ne dépassant pas 200 m, hormis dans sa partie centrale où des terrains rugueux matérialiseraient une zone d'effondrement ou d'épanchement plus récent.